# Горшин, Сергей Николаевич
Сергей Николаевич Горшин  (28 сентября 1908, Булгаково — 4 февраля 1997, Химки) — учёный, специалист по консервированию древесины. Заслуженный деятель науки и техники РСФСР, доктор технических наук, профессор, почётный гражданин города Химки, коллекционер русской реалистической живописи и графики, основатель Химкинской картинной галереи им. С. Н. Горшина.

## Ранние годы
Родился 28 сентября 1908 году в селе Булгаково Саранского уезда Пензенской губернии в семье служащих (отец — Николай Фёдорович — бухгалтер, мать — Елизавета Николаевна — учитель).
В 1920-х годах семья Горшиных переехала в город Саранск. Окончив среднюю девятилетнюю школу в 1926 году, сдал экзамены сразу в три ВУЗа: Казанский институт сельского хозяйства и лесоводства, Нижегородский педагогический и Саратовский медицинский. В конечном итоге выбрал Казанский институт. Студентом привлекался к научной работе и принимал участие в экспедициях Института древесины по изучению лесов Удмуртии, и Татарии. На основании этих исследований, установивших новые закономерности развития болезней леса, была написана первая научная работа «Зараженность, фаутность и качественная производительность елово-пихтовых насаждений Семитского лесничества Татарской Республики».
В 1930 году окончил институт по специальности лесовод, защита древесины и леса.

## Научная деятельность
В 1931 году был назначен начальником экспедиции Марийского научно-исследовательского института (МарНИИ). В 1932 году был приглашен на работу старшим научным сотрудником в Московский институт лесокультур (ВНИЛАМИ). Проводил ряд исследований Прииртышных ленточных боров, лесных полос Поволжья и лесных питомников Московской области.
В 1935 году переехал в город Химки. Был приглашён на должность старшего научного сотрудника в недавно организованный институт механической обработки древесины (ЦНИИМОД). За плодотворную научную деятельность в 1937 году Горшину была присуждена учёная степень кандидата сельскохозяйственных наук. С 1939 года заместитель начальника лаборатории хранения древесины ЦНИИМОД.
В связи с начавшейся Великой Отечественной войной был направлен в Новосибирск на авиационный завод № 153 им. Чкалова. Там работал в должностях от старшего технолога до начальника цеха по производству деревянных деталей, которые широко использовались в те годы при выпуске самолетов. Занимался разработкой методов отбора авиадревесины для самолётостроения с целью повышения ее прочности и уменьшения брака деталей из-за различных пороков древесины. Внёс изменения в деревянную конструкцию крыла самолёта Яковлева. В 1945 году был награждён орденом «Знак Почёта».
В 1947 году вернулся в Химки и возобновил научную деятельность в ЦНИИМОД, где работал в должности старшего научного сотрудника, заместителя заведующего лабораторией антисептирования древесины, а с 1952 по 1959 гг. — её заведующего.
В 1950 году был удостоен годичной премии Академии наук СССР за разработку антисептиков и комплексного препарата ГР-48 для защиты пиломатериалов от инфекций. Ему был посвящён короткометражный фильм «Надёжная защита». После того, как этот антисептик нашёл широкое применение в промышленности, Горшин был награждён вторым орденом «Знак Почёта» (1966).
В 1959 году организовал близ г. Солнечногорск в 50 км от города Химки Сенежскую лабораторию консервирования древесины, единственную в стране научно-исследовательскую организацию, специализирующуюся на защите древесины и древесных материалов. Работал заведующим этой лабораторией до 1977 г.
В 1964 году открыл новую страницу своей деятельности — химическая защита деревянных конструкций памятников истории. Его лаборатория участвовала в консервации бревенчатого фундамента Колокольни Ивана Великого в Московском Кремле, проводила исследования Преображенской церкви и других сооружений в музее «Кижи», дома Н. К. Крупской в Горках Ленинских (музей-заповедник), деревянных домиков Ю. А. Гагарина и С. П. Королёва в музее «Домик космонатов» на Байконуре и других местах.
В 1972 году Горшину была присуждена ученая степень доктора технических наук, а за педагогическую деятельность и подготовку кандидатов наук в 1973 году звание профессора по специальности «процессы и технология лесоразработок лесного хозяйства, лесопильных, деревообрабатывающих производств». В 1977 году Горшин издал свой капитальный труд «Консервирование древесины». За совокупность научных работ и внедрения их результатов в практику в 1978 году ему было присуждено звание Заслуженного деятеля науки РСФСР.
В 1977 году Сенежская лаборатория была передана в введение Научно-исследовательского института «ВНИИдрев». Горшин остался заведующим лабораторией и одновременно был назначен заместителем директора по научной работе. В 1990 году Сенежская лаборатория получила статус научно-произведственного малого предприятия по защите древесины. Горшин стал его директором.
Вышел на пенсию в возрасте 85 лет. За более чем 60-летний период работы им было выпущено более 300 печатных научных работ, включая 11 книг и 10 монографий, запатентовано 40 изобретений. В 1991 году Горшину присвоено звание Почётного гражданина города Химки.
С. Н. Горшин умер 4 февраля 1997 года. Похоронен на Машкинском кладбище в городе Химки.
К 100-летию со дня рождения С. Н. Горшина, в 1998 году, одна из улиц г.о. Химки Химки, была названа в его честь. Эта улица располагается параллельно Ленинградскому шоссе от Юбилейного проспекта до пересечения с Куркинским шоссе.

## Коллекционирование
С детства увлекался коллекционированием. Собирал гербарий полевых цветов, коллекцию насекомых: стрекоз, жуков, бабочек. Другим увлечением стало коллекционирование птичьих яиц. Затем собрал коллекцию спичечных коробков и репродукций картин из журналов «Пробуждение» и «Солнце России». В 1920-х годах начал формировать коллекцию открыток с репродукциями работ дореволюционных и советских художников. Его коллекция открыток насчитывала 20 тысяч экземпляров, из которых более 11 тысяч в настоящий момент хранятся в фондах Химкинской картинной галереи им. С. Н. Горшина.
В период эвакуации в Новосибирске на выставке-продаже картин из художественного фонда СССР приобрёл картину A.M. Соколовой «Окно. Розы на фоне гор». По воспоминаниям Горшина: «эта картина стала быстро прорастающим зерном, попав на когда-то еще в детские и студенческие годы удобренную почву».
Позже в магазинах Новосибирска были куплены другие картины: «Утро в Усть-Нарвском заливе» И. И. Билибина и эскиз к картине «Поцелуйный обряд» К. Е. Маковского.
Вернувшись из эвакуации Горшин регулярно посещал художественные выставки, букинистические и антикварные магазины. Коллекция постепенно расширялась. Постепенно возник замысел об организации в городе Химки картинной галереи. В связи с этим были приобретены картины крупных размеров. Среди них картина Н. В. Досекина «В море», В. В. Переплётчикова «Дорога в лесу», Е. Е. Волкова «В березовом лесу», Г.М Шегаля «Южный пейзаж».
Коллекционер долго не афишировал свое собрание картин, но оно по своему качеству и количеству коллекция достигла таких размеров, что сведения о ней дооходят до Государственной Третьяковской галереи. В 1986 году состоялся осмотр коллекции делегацией специалистов ГТГ. Ими было внесено предложение организовать выставку в её залах.
В 1989 году в Третьяковской галерее на Крымском валу состоялась выставка произведений из коллекции профессора С.Н. Горшина. Зрителям было представлено свыше 280 произведений русской реалистической живописи и графики последней четверти XIX — первой половины ХХвв. авторства таких известных художников как: И. К. Айвазовский, Л. Ф. Лагорио, В. Д. Поленов,, А. К. Саврасов,И. И. Шишкин, И. И. Ендогуров, И. И. Левитан, А. В. Маковский и К. Е. Маковский, С. Ю. Жуковский, Ал. Н. Бенуа, М. А. Волошин и мн. др. Состав коллекции получил высочайшую оценку специалистов и зрителей.
На открытии этой выставки Горшин сделал официальное заявление о дарении 60 картин Третьяковской галерее и о дарении городу Химки большей части своего собрания с целью образования в городе картинной галереи.
Было решено показать дар жителям города в выставочном зале Химкинского Комбината художественных работ Московского областного союза художников. Эта выставка состоялась в марте-апреле 1990 года. На ней было представлено 110 произведений, которые С.Н. Горшин первоначально намеревался подарить городу. Выставку посетило более 5 тысяч человек.
24 декабря 1993 года состоялось торжественное открытие Химкинской картинной галереи. К моменту открытия дарителем было передано 203 картины 127 русских художников, значительная часть личной библиотеки книг по искусству (около 500 томов) и более 11 тысяч открыток с репродукциями картин русских и зарубежных художников.
После смерти С.Н. Горшина 4 февраля 1997 года решением Совета депутатов Химкинской картинной галерее было присвоено его имя.

## Химкинская картинная галерея
В 2023 году фонды галереи насчитывают более 12.000 предметов..
Самая маленькая из пяти подмосковных галерей, но с богатой коллекцией русской реалистической живописи второй половины XIX — первой половины XX веков.
От С. Н. Горшина поступили в галерею картины и этюды таких мастеров, как: И. К. Айвазовского, Л. Ф. Лагорио, К. Е. Маковского, В. Д. Поленова, А. К. Саврасова, И. И. Шишкина, И. И. Ендогурова, И. И. Левитана, И. С. Остроухова, К. А. Савицкого, С. В. Малютина, В. Н. Бакшеева, С. Ю. Жуковского, П. И. Петровичева, Л. В. Туржанского, А. С. Степанова, П. В. Кузнецова, М. С. Сарьяна, З. Е. Серебряковой, М. А. Волошина, Д. Д. Бурлюка, К. Ф. Юона, Р. Р. Фалька, С. А. Лучишкина, С. В. Герасимова и мн. других.
Кроме того в галерее представлены приобретенные коллекционером работы малоизвестных и забытых в тот период художников: К. И. Горбатов, А. В. Исупов, И. А. Вельц, А. А. Маневич, К. А. Вещилов, Альб. Н. Бенуа, А. Е. Маковская и др. Среди поздних поступлений С. Н. Горшина картины М. Ф. Шемякин и М. М. Шемякин, Г. С. Мызникова, В.И. и А. И. Бабиных.
В настоящий момент в коллекции «Живопись» насчитывается более 450 работ.
Графика представлена гуашью, акварелями, пастелями и рисунками Ал. Н. Бенуа, В. Д. Поленова, З. Е. Серебряковой, К. Ф. Богаевского, К. И. Горбатова, А. Ф. Гауша, С. Ю. Жуковского, М. А. Волошина, С. В. Герасимова, Л. А. Токмакова, В. К. Замкова и других. Разнообразие техник печатной графики представлено в коллекции эстампов, выполненных Ю. П. Ребровым, Т. П. Капустиной, Г. П. Завьяловой, И. П. Маковеевой, А. Е. Ветровым, В. А. Самариным, Я. И. Потаповым. Одной из особенностей этой коллекции является наличие в ней образцов книжной графики. Коллекция «Графика» насчитывает более 1600 единиц хранения.
Коллекция «Открытки, репродукции, фото» включает в себя открытки, изданные в дореволюционный период, редкие открытки 20 — 30-х годов; открытки, изданные в советский период в СССР, его республиках и странах социалистического лагеря в 40 — 80-е годы ХХ столетия. Коллекция насчитывает более 11000 единиц хранения.
С момента открытия Галерея регулярно принимал участие в межмузейных проектах. Среди них: выставка «Московская школа живописи. 1870—1920-е гг» (2006 г.) в Музее истории Москвы, «А еще в очка!» (2016) в Государственном музее А. С. Пушкина; выставка «Айвазоский. Крым. Подмосковье» (2016), выставка «Иван Шишкин. К 185-летию со дня рождения» (2017), выставки «Роберт Фальк. Грани творчества» (2018) и "Мастер Репин" (2024) в музее Новый Иерусалим; выставка «Константин Маковский. Реалист и мифотворец» (2019) в Серпуховском художественном музее; «Витольд Бялыницуий-Бируля. К 150-летию со дня рождения художника» (2022) совместно с Российской академией художеств в Национальном художественном музее Республики Беларусь; выставки «Отличники» (2023), «Выбор Добычиной» (2023), "Новое общество художников" (2024/2025) в Музее русского импрессионизма и многие другие.

## Награды и звания
- 1945 год — орден «Знак почёта»
- 1946 год — медаль «За доблестный труд в годы Великой Отечественной войны 1941—1945».
- 1948 год — медаль «В память 800-летия Москвы»
- 1949 год — учёная степень кандидата сельско-хозяйственных наук
- 1966 год — орден «Знак почёта»
- 1970 год — медаль «За доблестный труд. В ознаменование 100-летия со дня рождения В. И. Ленина».
- 1973 год — звание профессора
- 1978 год -звание «Заслуженный деятель науки и техники РСФСР»
- 1986 — медаль «Ветеран труда»
- 1993 — звание Почётного гражданина города Химки

Медали ВДНХ: золотые (3), серебряные (3), бронзовые (2)

## Публикации
Автор более 300 работ. Среди них:
- Антисептирование пиломатериалов / С. Н. Горшин, И. Г. Крапивина. — Москва : Лесная пром-сть, 1970. — 63 с.
- Полигонные испытания антисептиков / С. Н. Горшин, И. А. Чернцов. — Москва : Лесная пром-сть, 1966. — 136 с.
- С.Н. Горшин. Консервирование древесины. — Москва : Лесная пром-сть., 1977. — 335 с.
- Дождевание древесины: Защита пиловочных бревен и фанерных кряжей на складах от поражения грибами. — Москва ; Ленинград : Гослесбумиздат, 1953. — 224 с.
- Защита памятников деревянного зодчества / С. Н. Горшин, Н. А. Максименко, Е. С. Горшина; Рос. АН, Науч. совет «Пробл. биоповреждений». — М. : Наука, 1992. — 277с.